# Wiencourt-l'Équipée
Wiencourt-l'Équipée is een gemeente in het Franse departement Somme (regio Hauts-de-France) en telt 205 inwoners (1999). De plaats maakt deel uit van het arrondissement Montdidier.

## Geografie
De oppervlakte van Wiencourt-l'Équipée bedraagt 5,9 km², de bevolkingsdichtheid is 34,7 inwoners per km².

## Foto's

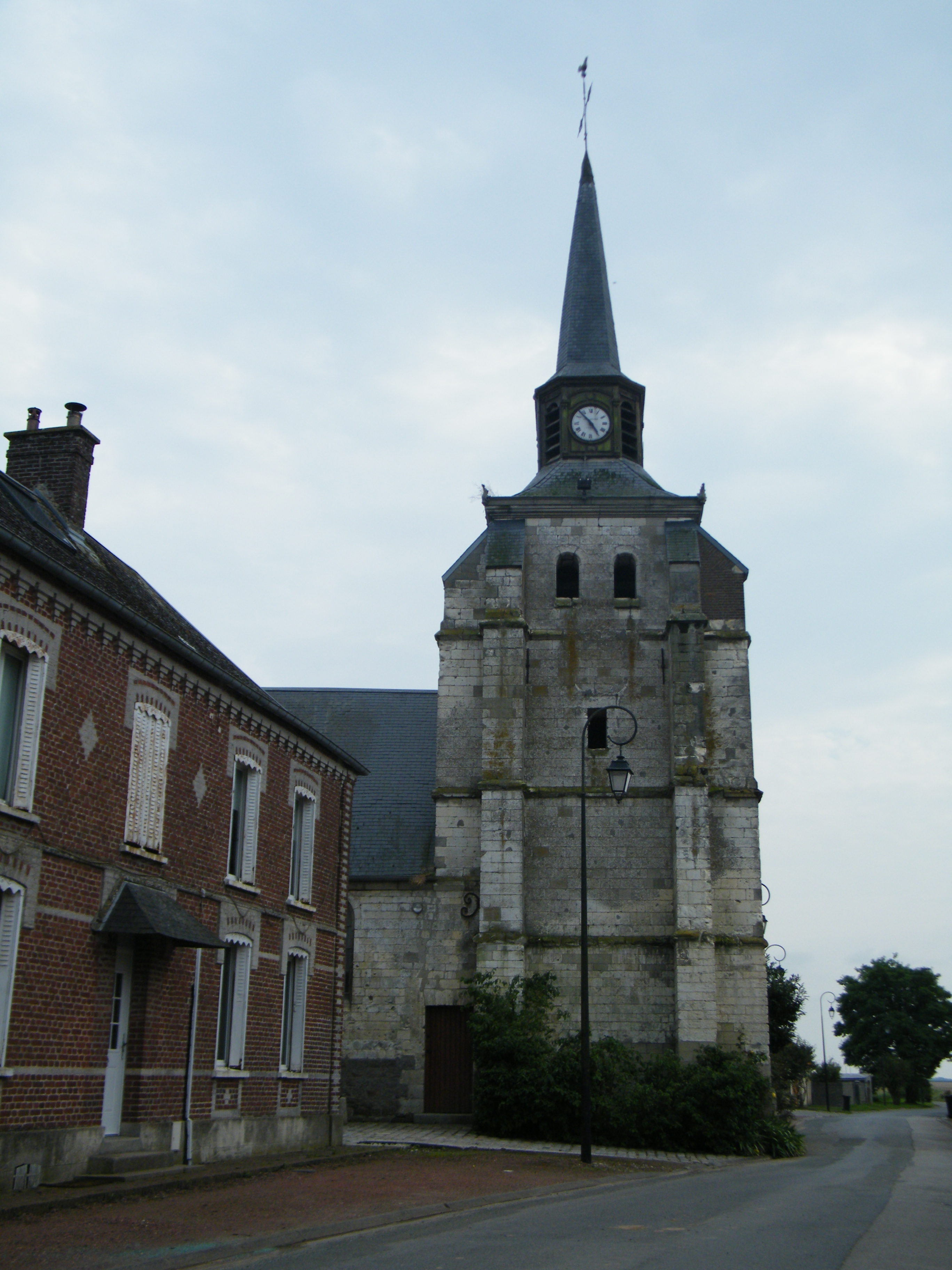
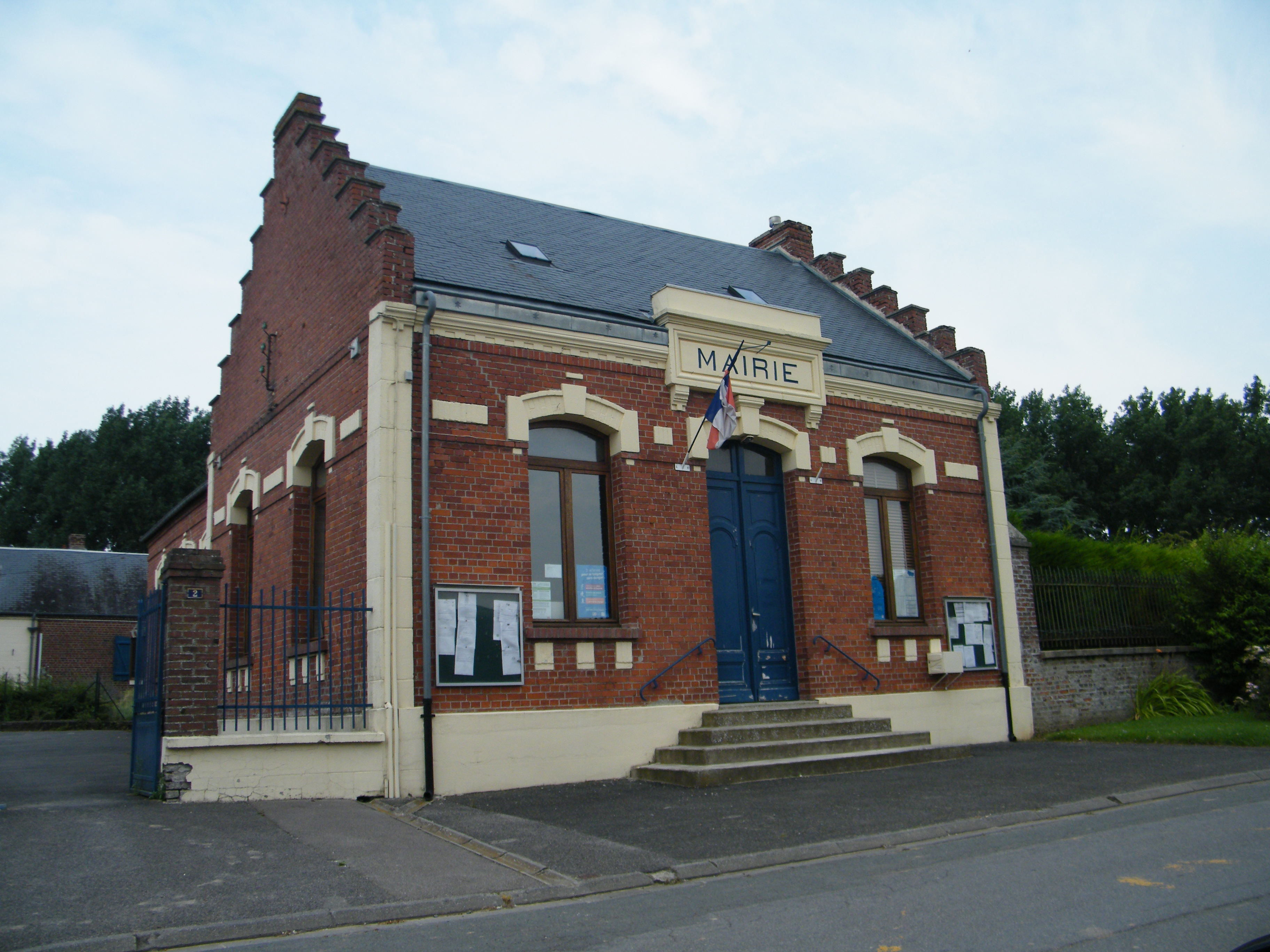
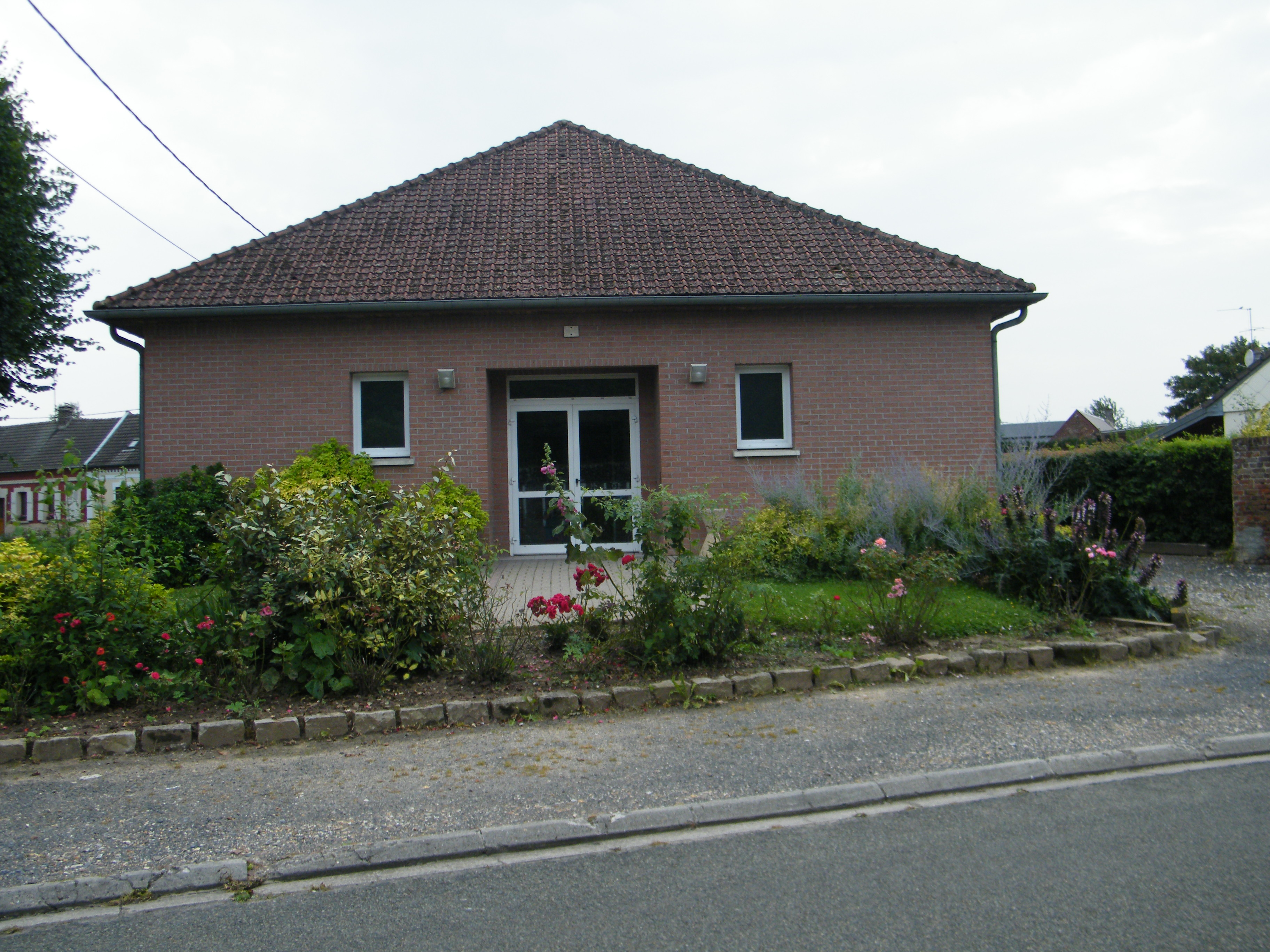

## Verkeer en vervoer
In de gemeente ligt spoorwegstation Wiencourt-l'Équipée.
De onderstaande kaart toont de ligging van Wiencourt-l'Équipée met de belangrijkste infrastructuur en aangrenzende gemeenten.

## Demografie
Onderstaande figuur toont het verloop van het inwonertal (bron: INSEE-tellingen).